# Éthra (Océanide)
Pour les articles homonymes, voir Éthra.
Dans la mythologie grecque, Éthra ou Æthra (en grec ancien Αἴθρα / Aíthra) est une Océanide, fille d'Océan et de Téthys.

## Étymologie
En grec ancien, le nom Αἴθρα / Aíthra signifie « brûlante, fougueuse »[réf. souhaitée].

## Mythe
Selon certaines versions, Éthra est, avec Atlas, la mère d'Hyas et des Hyades. Elle est parfois aussi la mère des Hespérides.

### Sources anciennes
- Eustathe de Thessalonique, Commentaire sur l'Iliade, 1155.
- Ovide, Fastes [détail des éditions] [lire en ligne], V, 171.